# BattleBlock Theater
BattleBlock Theater è un videogioco a piattaforme sviluppato da The Behemoth e pubblicato nel 2013 da Microsoft per Xbox 360. Terzo titolo dello studio statunitense, dopo Alien Hominid e Castle Crashers, il gioco è stato distribuito tramite Xbox Live Arcade e successivamente commercializzato per Microsoft Windows, Linux e Mac OS X tramite Steam.

## Trama

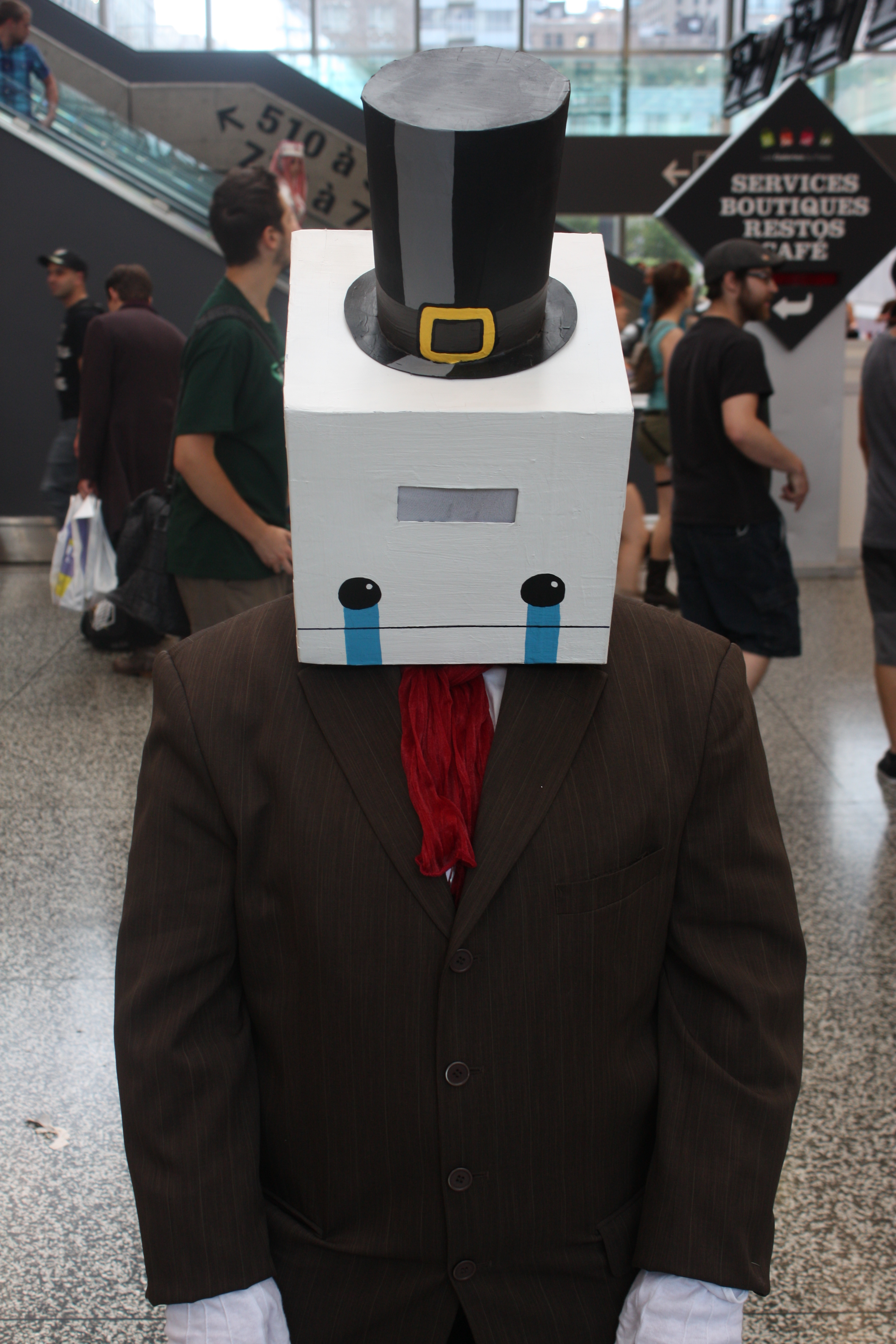
Cosplay di Hatty Hattington

Il gioco narra di un gruppo di avventurieri capitanati dal Hatty Hattington che, solcando mari sconosciuti, finisce per imbattersi in una tempesta e naufragare su di un'isola cupa e misteriosa. Qui tutti i membri della ciurma vengono catturati e imprigionati da una setta di gatti malvagi che costringono il gruppo a misurarsi in prove sempre più ardue e complesse.
Impersonando uno dei malcapitati prigionieri, quindi, il giocatore dovrà riuscire nell'ingrato compito di portare in salvo sé stesso e i compagni di viaggio.

## Modalità di gioco
In BattleBlock Theater, i giocatori controllano un prigioniero costretto a giocare con le prove ideate da Hatty Hattington. Il gioco consiste principalmente nel correre, saltare gli ostacoli e sconfiggere i nemici che incontri nelle varie prove. I livelli sono costituiti da diversi tipi di blocchi, pareti appiccicose e rocce vulcaniche gonfie, nonché pericoli quali acqua e nemici che tenteranno di uccidere il prigioniero.
La modalità principale nel gioco è la modalità Avventura, che può essere giocata da solo o in coppia con un secondo giocatore. Durante la modalità coop, i giocatori sono in grado di lavorare insieme aiutandosi a vicenda per superare gli ostacoli, anche se esiste la possibilità di sabotare il proprio partner. La modalità Avventura è costituita da diversi mondi, ciascuno con una serie di livelli. Per progredire nel mondo successivo, i giocatori devono raccogliere gemme, di colore verde, utili per sbloccare nuove teste per il prigioniero e completare il livello del boss (chiamato livello temporizzato). I giocatori possono anche raccogliere dei gomitoli, sparsi nei vari livelli, utilizzabili per sbloccare nuove armi. Raccogliere tutte le gemme e i gomitoli con un tempo sufficiente farà ottenere al giocatore il livello di A ++, vincendo altre due gemme extra.
In alcuni livelli, i giocatori possono anche avere la possibilità di prendere un cappello d'oro, che appare in una posizione casuale ad un tempo casuale, del valore di dieci gemme extra. Tuttavia, quando il giocatore muore, il cappello d'oro che sta portando rimarrà al punto in cui era morto (o distrutto, a seconda di dove si trova).
La modalità Arena è una modalità coop per un massimo di quattro giocatori divisi in due squadre. Ci sono diversi tipi di partita tra cui:
- Soul: vede i giocatori combattere contro l'avversario per il controllo della sua anima: chi mantiene il possesso più a lungo vince.
- Muckle: classica modalità team deathmatch
- Challenge: una variante time attack degli stage principali.
- King of the Hill: i giocatori devono rimanere il più al lungo possibile su dei blocchi dorati.
- Color the World: l'obiettivo è quello di toccare e colorare il maggior numero di blocchi grigi presenti nel livello prima dello scadere del tempo.
- Grab the Gold: consiste nel colpire una creatura volante e raccogliere le monete che fuoriescono ad ogni colpo.
- Ball Game: i giocatori scagliano delle palle all'interno di canestri sparsi in tutto lo stage.
- Horse: una variante di "Ruba Bandiera" dove i giocatori saranno chiamati a riportare un cavallo nella sua stalla prima dell'avversario.